# Pierre Audi
Pour les articles homonymes, voir Audi (homonymie).
Pierre Audi est un metteur en scène et directeur artistique de théâtre, d'opéra et de festival d'art lyrique libano-franco-britannique né le 9 novembre 1957 à Beyrouth et mort le 3 mai 2025 à Pékin.

## Biographie
Aîné des trois enfants de Raymond Audi (1932-2022) et Andrée Michel Fattal (1938-2020), Pierre Audi naît à Beyrouth le 9 novembre 1957. Il est le frère de Shérine Audi (1960) et de Paul Audi (1963). Issu d'une famille chrétienne-orientale originaire de Saïda, il est élevé dans la culture occidentale, tiraillé entre ces influences et la culture du Liban. Une partie de sa famille émigre à Paris dès le début de la guerre en 1974. Il s'installe au Royaume-Uni puis aux Pays-Bas où il vit depuis 1988. Il a deux enfants, Alexander et Sophia. Sa femme, Marieke Peters, est hollandaise.
Il est décrit comme un homme aux « rondeurs épicuriennes, regard brun chaud et voix fondante, [portant] sur lui l'hédonisme de ce Sud méditerranéen dont il était originaire ».
Il meurt d'une crise cardiaque le 3 mai 2025 dans son hôtel de Pékin, alors qu'il se trouvait en Chine pour des réunions liées à la future production de Siegfried et du Crépuscule des dieux de Richard Wagner.

## Formation
Libano-britannique d'expression française, il est d'abord élève du lycée français de Beyrouth au sein duquel il crée un ciné-club où Jacques Tati et Pier Paolo Pasolini interviennent à son invitation lors de conférences et de débats. Il intègre plus tard le collège Stanislas à Paris. Durant cette période, passionné par le cinéma, il voit jusqu'à cinq films par jour et rêve de devenir producteur. Il étudie ensuite l'histoire médiévale à l'Exeter College d'Oxford. Lors de sa dernière année universitaire, il met en scène Timon d'Athènes, découvrant son inclination pour le théâtre et la direction d'acteurs.
Il découvre enfant l'art lyrique, pratiquement inexistant au Liban, au travers de Karlheinz Stockhausen qu'il entend dans les grottes de Jeita et de Tristan und Isolde à Munich où son père le conduit en 1969. Adolescent, il assiste à un récital d'Oum Kalthoum à Baalbek qui, déclare-t-il à Radio France, a fait naître son amour pour l’opéra.

## Carrière

### Almeida Theatre de Londres
Pendant deux ans, il collecte avec ses amis d'Oxford des fonds destinés à la réhabilitation de l'Almeida Theatre à Londres. Le financement obtenu du Greater London Council leur permet d'ouvrir à la fin des années 1970. Hors des sentiers battus, il crée un théâtre expérimental que favorise l'intimité de la salle de 300 places. Il y accueille Peter Brook, Arvo Pärt, Steve Reich, Alfred Schnittke et constitue pendant les dix années de sa direction un solide répertoire d'opéra et de théâtre contemporain, mettant en scène les œuvres d'auteurs comme David Rudkin (en), Botho Strauss, Claude Vivier, Wolfgang Rihm ou Michael Finnissy et donnant un premier élan à la carrière de Bob Wilson, Robert Lepage, Phelim McDermott (en), Deborah Warner et Simon McBurney.

### Opéra national des Pays-Bas
Respecté pour « son originalité artistique, son esprit d'innovation et son ouverture d'esprit cosmopolite », il acquiert une réputation telle qu'en 1988 il est invité à prendre la direction artistique de l'Opéra national des Pays-Bas en remplacement de Jan van Vlijmen (nl).

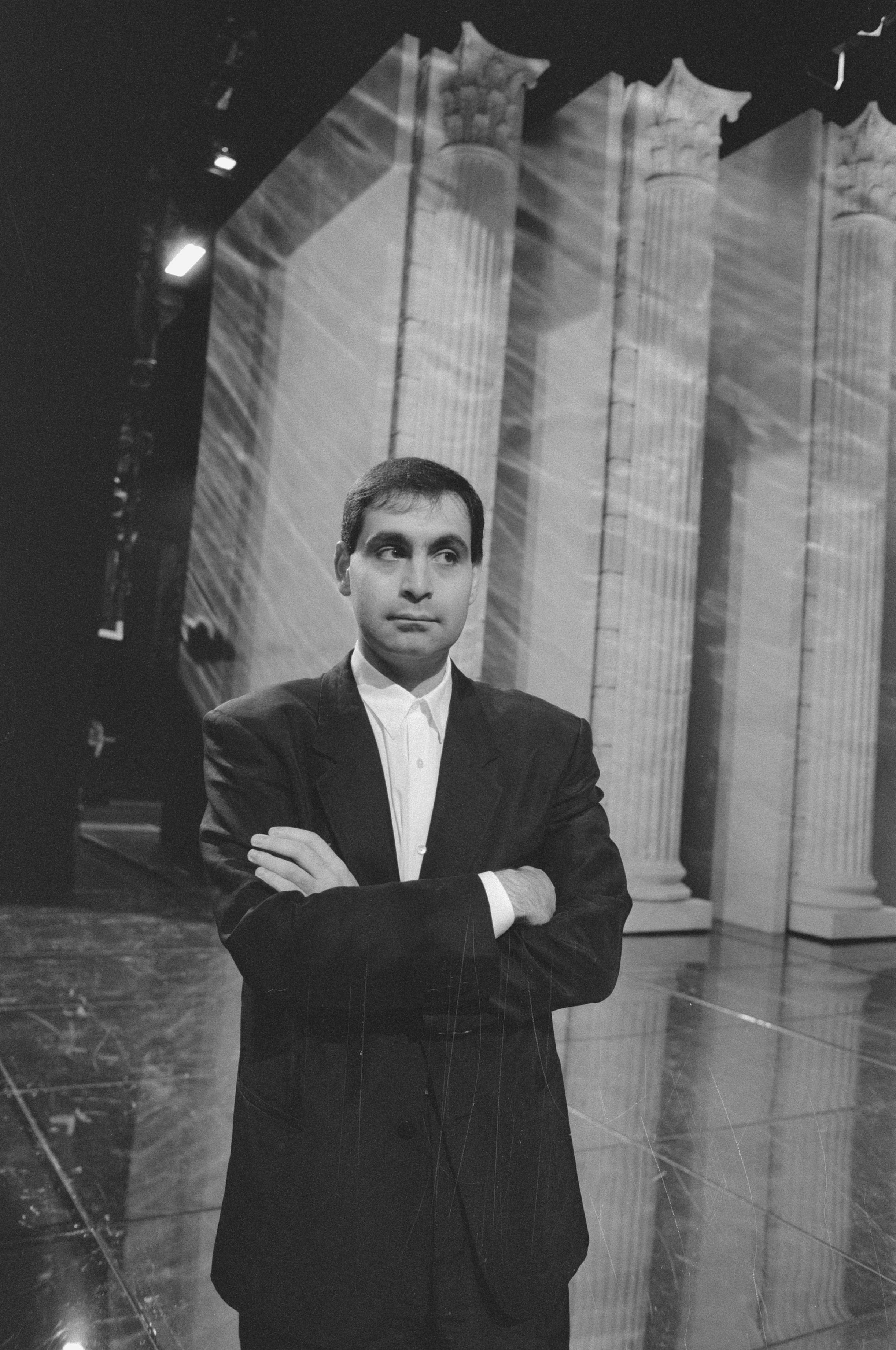
Pierre Audi en 1988.

Dans un contexte difficile (situation chaotique de la maison depuis des décennies, jeunesse de Pierre Audi, sa méconnaissance du néerlandais, son absence d'expérience de l'opéra traditionnel) il fait des « choix inspirés » en montant Il ritorno d'Ulisse in patria et Die glückliche Hand. Le succès immédiatement rencontré lui permet de produire par la suite des cycles entiers d'œuvres de Claudio Monteverdi et d'Arnold Schönberg (notamment les Gurre-Lieder, œuvre de jeunesse montée pour la première fois). Son travail en binôme avec Truze Lodder (nl), administratrice de l'institution, lui permet de se concentrer sur son art sans avoir à se préoccuper des budgets.
Dans le souci d'élargir son public il complète la programmation de  L'incoronazione di Poppea, Il combattimento di Tancredi e Clorinda et L'Orfeo par des œuvres plus classique comme La Bohème de Giacomo Puccini ou La Flûte enchantée de Wolfgang Amadeus Mozart qu'il dirige lui-même. Il propose aussi à Klaus Michael Grüber de venir monter le Parsifal de Richard Wagner. Dans la fosse du Muziektheater il dispose de plusieurs formations et surtout de l'Orchestre royal du Concertgebouw avec à sa tête Simon Rattle, Riccardo Chailly, Mariss Jansons ou Pierre Boulez. Répondant aux attentes du public éloigné du star system Pierre Audi fait le choix de monter un Don Giovanni avec de jeunes artistes. Public auquel il fait également découvrir d'autres aspects de l'opéra contemporain avec La Vie avec un idiot d'Alfred Schnittke, Symposion de Peter Schat, Freeze de Rob Zuidam, Esmée de Theo Loevendie, Rosa – A Horse Drama (en) de Louis Andriessen, Noach de Guus Janssen, Punch and Judy (en) d'Harrison Birtwistle. Essai transformé puisque cette dernière œuvre attire 9 500 spectateurs. Les dix représentations des dix productions de chaque saison sont jouées à guichet fermé.
Sous la direction artistique de Pierre Audi, l'Opéra national des Pays-Bas devient non seulement un « foyer de commandes et de mises en scène innovantes » mais collabore avec des artistes plasticiens comme Georg Baselitz, Anish Kapoor pour Pelléas et Mélisande de Claude Debussy, Jannis Kounellis pour Lohengrin de Richard Wagner, Karel Appel pour La Flûte enchantée de Mozart, Jonathan Meese pour Médée de Gustave Charpentier ou Berlinde De Bruyckere pour les Vêpres de la Vierge de Claudio Monteverdi. Il monte le Ring de Richard Wagner pendant quinze ans — il le reprend à la Monnaie de Bruxelles à la suite de Romeo Castellucci en 2024 et s'apprête à le monter à Pékin lorsqu'il meurt brusquement — et donne les sept opéras du cycle Licht de Karlheinz Stockhausen — qu'il a préparés pendant cinq ans — en cadeau d'adieu.

### Holland Festival d'Amsterdam
En 2005, il succède à Ivo van Hove à la tête du Holland Festival d'Amsterdam.

### Park Avenue Armory de New York
Il prend en 2015 la direction de la scène du Park Avenue Armory de New York où il accueille entre autres William Kentridge et Peter Sellars, reçoit l'Orchestre philharmonique de New York pour un cycle Kaija Saariaho et Claus Guth pour des lieder de Franz Schubert en 2023.

### Festival international d'art lyrique d'Aix-en-Provence
ll accepte en 2019 la succession de Bernard Foccroulle à la direction artistique du Festival international d'art lyrique d'Aix-en-Provence qui lui permet de continuer à vivre aux Pays-Bas et de poursuivre son activité aux États-Unis, à l'Armory mais également au Metropolitan Opera où il réalise sa première mise en scène en 2010, avec Attila de Giuseppe Verdi en collaboration avec la créatrice de mode Miuccia Prada et le cabinet d'architectes Herzog & de Meuron.
À son arrivée à Aix, où il a précédemment coproduit la création de Written on Skin de George Benjamin en 2012 et de La Flûte enchantée mise en scène par Simon McBurney en 2014, il a plus de quatre cents productions et plus de cent mises en scène à son actif. Pour sa première saison en Provence, la programmation est composée pour plus de la moitié d'opéras des XXe et XXIe siècles, Tosca étant le seul ouvrage du grand répertoire à l'affiche mais il programme également un Requiem mis en scène par Romeo Castellucci. Il crée avec « Incises » (hommage à Pierre Boulez) un cycle de musique contemporaine où pourront se croiser tous les styles de musique. Il prévoit d'enrichir « Aix en juin », avec la création d'opéras de rue, et de relancer la dynamique des concerts en programmant Simon Rattle et l'Orchestre symphonique de Londres pour 2020 mais les manifestations de cette saison ne peuvent se tenir en raison de la pandémie de Covid. Il parvient malgré tout à organiser les répétitions avec piano d'Innocence de Kaija Saariaho dont il programme la création la saison suivante. Il ajoute deux ateliers au programme pédagogique de l'Académie du Festival, le premier destiné aux futurs journalistes culturels, le second consacré au rapport de l'opéra avec les nouvelles technologies. En 2022 il investit un nouveau lieu, le stadium de Vitrolles pour y donner la symphonie n° 2 « Résurrection » de Gustav Mahler mise en scène par Romeo Castellucci et en 2023 il présente au public les films historiques des trois premiers ballets d'Igor Stravinsky accompagnés par l'orchestre.

### Autres scènes
- 2006 : Golem (en), John Casken (en), livret Pierre Audi, Opéra de Rennes, Angers-Nantes Opéra (création le 18 juin 1989 à l'Almeida Theatre)[13] ;
- 2006 : Zoroastre, Jean-Philippe Rameau, Théâtre du château de Drottningholm (Stockholm) — DVD 2007[14]
- 2006 : La Flûte enchantée, Wolfgang Amadeus Mozart, Festival de Salzbourg[4] ;
- 2009 : Iphigénie en Tauride, Christoph Willibald Gluck, La Monnaie (Bruxelles)[15] ;
- 2010 : Dionysos, Wolfgang Rihm, Festival de Salzbourg[16] ;
- 2010 : Attila, Giuseppe Verdi, Metropolitan Opera (New York)[3] ;
- 2011 : Orlando furioso, Antonio Vivaldi, Théâtre des Champs-Élysées (Paris)[17], Opéra national de Lorraine (Nancy)[18], Opéra de Nice[19] ;
- 2014 : Tosca, Giacomo Puccini, Opéra Bastille (Paris)[20] ;
- 2015 : Penthesilea, Pascal Dusapin, La Monnaie (Bruxelles)[21], Opéra national du Rhin (Strasbourg)[22] ;
- 2015 : Alcina, Tamerlano, Georg Friedrich Haendel, La Monnaie (Bruxelles) — DVD 2016[23] ;
- 2016 : Tristan und Isolde, Richard Wagner, Théâtre des Champs-Élysées (Paris)[24] ;
- 2018 : Passion selon saint Jean, Jean-Sébastien Bach, And Thou Must Suffer, Annelies Van Parys, L'Apocalypse arabe, Samir Odeh-Tamimi (de), Théâtre des Arts de Rouen[25] ;
- 2018 : Parsifal, Richard Wagner, Théâtre national (Munich)[26] ;
- 2018 : Fin de partie (en), György Kurtág, La Scala (Milan)[27] ;
- 2019 : Tosca, Giacomo Puccini, Opéra Bastille (Paris)[28] ;
- 2021 : L'Apocalypse arabe, Samir Odeh-Tamimi, Luma Arles[29] ;
- 2022 : Fin de partie, György Kurtág, Opéra Garnier (Paris)[30] ;
- 2022 : Tosca, Giacomo Puccini, Opéra Bastille (Paris)[31] ;
- 2024 : Siegfried, Richard Wagner, La Monnaie (Bruxelles)[32] ;
- 2025 : Le Crépuscule des dieux, Richard Wagner, La Monnaie (Bruxelles)[33] ;
- 2025 : Alcina, Georg Friedrich Haendel, Teatro Costanzi (Rome)[34] ;

## Esthétique et convictions
Les mises en scène de Pierre Audi sont « intemporelles et stylisées », « d'une modestie séduisante, mettant en valeur la musique et les interprètes, tandis que son œuvre [passe] au second plan ».
Apolitique comme l'était son père, aucun de ses spectacles n'a eu pendant vingt ans de résonnance strictement politique : « C'était difficile pour moi, quand j'étais adolescent, de voir le pays se ruiner. Je ne voulais pas faire de choix dans la guerre civile, je n'avais de respect pour aucune des parties belligérantes. C'est devenu un pays compliqué, avec dix-sept ou dix-huit religions différentes, mais c'est aussi un lieu où des forces étrangères mènent leurs guerres ».
À la suite du conflit israélo-libanais de 2006 il confie : « Je suis très conscient de l'absurdité et de la complexité d'une guerre civile. Aujourd'hui encore, je suis obsédé par le fait que des gens d'un même pays aient tenté de s'éliminer les uns les autres dans un processus d'autodestruction ». Il répond, en 2007, à l'invitation de Daniel Barenboim de participer à un débat public au Festival de Salzbourg où il rencontre des membres du West-Eastern Divan Orchestra cofondé par Baremboin et Edward Saïd, ami de sa famille : « J’ai senti que je ne pouvais plus rester complètement à l’écart, que je pouvais peut-être faire quelque chose pour stimuler un dialogue [...] Je ne peux plus vivre dans une bouteille fermée. Je dois écouter ce qui se passe dans le monde ».
Dès lors, le Holland Festival s'est sensiblement teinté de politique avec de nombreuses représentations sur le sort des prisonniers politiques notamment.
Pierre Audi évoque en entretien en 2019 l'influence formatrice des traditions narratives du Moyen-Orient sur son œuvre : « Venu de là où je suis né, une histoire est le point de départ de tout », en précisant : « Grâce à la musique du XXe siècle, j'ai découvert le chaos, l'autre facette de la musique. Je pense que ma vie consiste à trouver un chemin à travers ces contradictions ». « La création des Mille Endormis semble s'inscrire dans le propos [ des actions artistiques du festival en direction des pays arabes ], le compositeur Adam Maor et le librettiste Jonathan Levy sont israéliens et le livret relate un drame méditerranéen [ le conflit israélo-palestinien ]. Je suis moi-même un produit de ce métissage culturel. Il n'y avait pas d'opéras au Liban, mais j'ai entendu, enfant, du Stockhausen dans les grottes de Jeita », d'où résulte aussi son intérêt pour l'association de structures insolites à son œuvre.
Dans le même sens, il met en scène en « humaniste et homme de conviction » la « catastrophe libanaise » en 2021, avec L'Apocalypse arabe de Samir Odeh-Tamimi (de) sur le texte de la poétesse Etel Adnan.
Il écrit, en conclusion de son éditorial de la saison 2025 du Festival international d'art lyrique d'Aix-en-Provence : « Quand tout semble instable et transitoire, l'art demeure, tel une boussole fiable »,.

« Enthousiaste envers et contre tout, cet homme de foi qui avait l'art pour religion était porteur d'un absolu, qui sera resté le moteur de sa vie »

— Marie-Aude Roux, Le Monde, 4 mai 2025.

## Distinctions et hommages
- Chevalier de l'ordre du Lion néerlandais
- Officier de l'ordre des Arts et des Lettres
- Chevalier de la Légion d'honneur (2001)

En novembre 2001, le prince Bernhard des Pays-Bas lui remet le Prix du Théâtre. Dans le même temps, l'ambassadeur de France le décore de la Légion d'honneur.
Son décès soudain est annoncé par de nombreuses personnalités et institutions, en premier lieu par la ministre de la Culture Rachida Dati qui souligne que Pierre Audi « a profondément renouvelé le langage de l’opéra par sa rigueur, sa liberté et sa vision singulière ».
Ricardo Karam (en), présentateur de télévision libanais, souligne que, « peu connu au Liban et dans le monde arabe », son « parcours exceptionnel […] force l'admiration » ajoutant que sa mort est un « rappel douloureux qu'il est temps, chez nous, de célébrer nos véritables bâtisseurs de beauté. ».